# Подхојни Хриб
Подхојни Хриб (словен. Podhojni Hrib) је насељено место у општини Велике Лашче, Средњесловенска регија, Словенија.

## Историја
До територијалне реорганизације у Словенији био је у саставу града Љубљане, односно старе општине Вич–Рудник.

## Популација
У попису становништва из 2011. године, Подхојни Хриб је имао 40 становника.
| Број становника према пописима | Број становника према пописима | Број становника према пописима |
| ------------------------------ | ------------------------------ | ------------------------------ |
| 1991                           | 2002                           | 2011                           |
| 30                             | 37                             | 40                             |